# Pisianax aenescens
Pisianax aenescens är en insektsart som beskrevs av Jacobi 1921. Pisianax aenescens ingår i släktet Pisianax och familjen spottstritar. Inga underarter finns listade i Catalogue of Life.